# Zsuzsanna Vörös
Zsuzsanna Vörös (ur. 4 maja 1977 w Székesfehérvár) – węgierska pięcioboistka nowoczesna, mistrzyni olimpijska z Aten, 3-krotna indywidualna mistrzyni świata, 2-krotna indywidualna mistrzyni Europy.

## Sukcesy

### Igrzyska olimpijskie
| Olimpiada  | Miejsce | Rok  | Konkurencja   | Rezultat   |
| ---------- | ------- | ---- | ------------- | ---------- |
| Ateny 2004 | Ateny   | 2004 | indywidualnie | 1. miejsce |

### Mistrzostwa świata
| Mistrzostwa świata | Miejsce       | Rok  | Konkurencja   | Rezultat   |
| ------------------ | ------------- | ---- | ------------- | ---------- |
| Meksyk 1998        | Meksyk        | 1998 | indywidualnie | 2. miejsce |
| Meksyk 1998        | Meksyk        | 1998 | drużynowo     | 3. miejsce |
| Budapeszt 1999     | Budapeszt     | 1999 | indywidualnie | 1. miejsce |
| Pesaro 2000        | Pesaro        | 2000 | sztafeta      | 1. miejsce |
| San Francisco 2002 | San Francisco | 2002 | indywidualnie | 2. miejsce |
| San Francisco 2002 | San Francisco | 2002 | drużynowo     | 1. miejsce |
| San Francisco 2002 | San Francisco | 2002 | sztafeta      | 3. miejsce |
| Pesaro 2003        | Pesaro        | 2003 | indywidualnie | 1. miejsce |
| Pesaro 2003        | Pesaro        | 2003 | sztafeta      | 1. miejsce |
| Pesaro 2003        | Pesaro        | 2003 | drużynowo     | 3. miejsce |
| Moskwa 2004        | Moskwa        | 2004 | indywidualnie | 1. miejsce |
| Warszawa 2005      | Warszawa      | 2005 | indywidualnie | 2. miejsce |
| Warszawa 2005      | Warszawa      | 2005 | drużynowo     | 2. miejsce |
| Gwatemala 2006     | Gwatemala     | 2006 | drużynowo     | 3. miejsce |
| Budapeszt 2008     | Budapeszt     | 2008 | drużynowo     | 3. miejsce |

### Mistrzostwa Europy
| Mistrzostwa Europy  | Miejsce        | Rok  | Konkurencja   | Rezultat   |
| ------------------- | -------------- | ---- | ------------- | ---------- |
| Székesfehérvár 2000 | Székesfehérvár | 2000 | indywidualnie | 1. miejsce |
| Uście nad Łabą 2003 | Uście nad Łabą | 2003 | indywidualnie | 2. miejsce |
| Budapeszt 2006      | Budapeszt      | 2006 | indywidualnie | 1. miejsce |
| Moskwa 2008         | Moskwa         | 2008 | sztafeta      | 2. miejsce |
| Lipsk 2009          | Lipsk          | 2009 | drużynowo     | 3. miejsce |